# Bobby Unser
Bobby Unser   (Colorado Springs, 20 de febrer de 1934 - Albuquerque, 2 de maig de 2021) va ser un pilot de curses automobilístiques estatunidenc que va arribar a disputar curses de Fórmula 1.

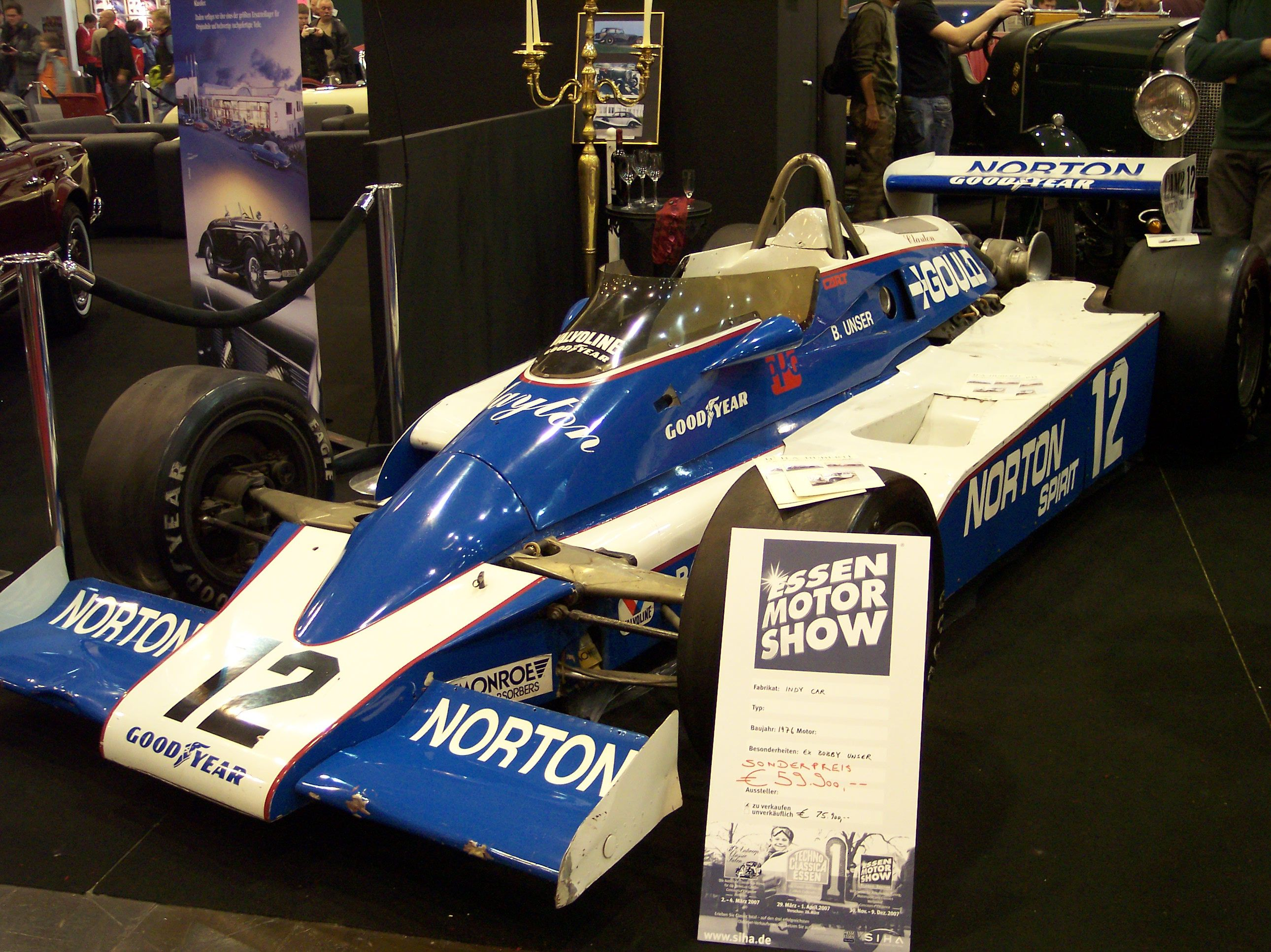
Cotxe utilitzat per Bobby Unser a la IndyCar l'any 1976.

Era membre de la família Unser, molt reconeguda pels seus èxits esportius a les 500 milles d'Indianapolis, prova que Bobby va guanyar en tres ocasions.

## A la F1
Bobby Unser va debutar a l'onzena i penúltima cursa de la temporada 1968 (la dinovena temporada de la història) del campionat del món de la Fórmula 1, disputant el 6 d'octubre del 1968 el GP dels Estats Units al circuit de Watkins Glen.
Va participar en una única cursa puntuable pel campionat de la F1, no aconseguint finalitzar la cursa i no assolí cap punt pel campionat del món de pilots.

## Resultats a la Fórmula 1
| Any  | Equip                | Xassís | Motor    | 1   | 2   | 3   | 4   | 5   | 6   | 7   | 8   | 9   | 10  | 11      | 12  | Posició | Punts |
| ---- | -------------------- | ------ | -------- | --- | --- | --- | --- | --- | --- | --- | --- | --- | --- | ------- | --- | ------- | ----- |
| 1968 | Gold Leaf Team Lotus | Lotus  | Cosworth | SUD | ESP | MON | HOL | BEL | FRA | GBR | ALE | ITA | CAN | USA Ret | MEX | -       | 0     |

### Resum
| Curses: | Victòries: | Pòdiums: | Poles: | Voltes ràpides: | Punts: |
| ------- | ---------- | -------- | ------ | --------------- | ------ |
| 1       | 0          | 0        | 0      | 0               | 0      |